# Cztery wezwania z przyczyny świętego Jerzego
Cztery wezwania z przyczyny świętego Jerzego (est. Neli monoloogi Püha Jüri asjus) – opowiadanie estońskiego pisarza Jaana Krossa, opublikowane w 1970 roku (polskie wydanie w 1973 roku). Utwór ten został w 1971 r. wyróżniony nagrodą literacką im. Friedeberta Tuglasa.
Utwór przedstawia historię powrotu do Tallinna w 1506 roku renesansowego malarza i rzeźbiarza Michała Sittowa. Historia opisana jest z perspektywy czterech bohaterów: ojczyma Diderika, narzeczonej Sittowa, starszego cechu szklarzy i malarzy oraz samego Sittowa, w formie czterech monologów wewnętrznych. Monologi te wzajemnie się uzupełniając tworzą kunsztowną narrację opowieści.
Sittow, po powrocie z zachodu, gdzie przebywał na dworach królewskich jako nadworny malarz, pragnie osiąść na stałe w rodzinnym mieście. Chce odzyskać spadek po zmarłej matce, którym zarządza jego ojczym Diderik, poślubić piękną córkę szewca Rumpa i zostać członkiem miejscowego cechu szklarzy i malarzy. Członkowie cechu z poczucia niższości wobec niewątpliwego talentu malarza i jego zasłużonej sławy spodziewają się, że Sittow zgodnie ze statutem cechowym odbędzie roczne terminowanie u któregoś z tallińskich mistrzów i namaluje, bądź wyrzeźbi w drewnie wizerunek Najświętszej Marii Panny, świętego Jerzego, czy świętej Weroniki.
Ojczym Sittowa, niezadowolony z powrotu pasierba, nie zamierza zrzec się majątku żony. Mimo niechęci do pasierba, samemu będąc malarzem i członkiem cechu, wysoko ceni jego zdolności malarskie.
Córka szewca martwi się o przyszłość związku z Sittowem, obawiając się, że sławny malarz nie zechce nagiąć się do obowiązku terminowania i wyjedzie z Tallinna.
Starszy cechu szklarzy i malarzy powodowany zawiścią zamierza nakłonić członków cechu do zmuszenia Sittowa do terminowania, co w jego przekonaniu urazi dumę malarza i sprowokuje jego wyjazd z miasta.
Sittow odgadując stanowisko cechu i chcąc osiąść w Tallinnie postanawia poddać się terminowaniu, nie przypadkowo wybierając rzeźbę w drewnie, w której celują miejscowi mistrzowie. Najprawdopodobniej rada cechu zleci mu wykonanie rzeźby św. Jerzego.